# Bejt Alfa
Bejt Alfa (hebrejsky בֵּית אַלְפָא, anglicky Beit Alfa, v oficiálním seznamu sídel Bet Alfa) je vesnice typu kibuc v Izraeli, v Severním distriktu, v Oblastní radě Gilboa.

## Geografie
Leží v nadmořské výšce 81 metrů pod úrovní moře na pomezí intenzivně zemědělsky obdělávaného Charodského údolí (které dál k východu přechází v Bejtše'anské údolí) a pohoří Gilboa. Svahy pohoří Gilboa jsou většinou zalesněné a vystupují prudce ze dna údolí. Poblíž vesnice zde Gilboa vybíhá v dílčí vrcholky Har Barkan a Har Gefet. Severně od obce začíná zcela rovinaté Charodské údolí, jímž protéká potok Nachal Charod, členěné četnými umělými vodními nádržemi.
Vesnice je situována 25 kilometrů jihojihozápadně od Galilejského jezera, 13 kilometrů západně od řeky Jordánu, cca 6 kilometrů západně od města Bejt Še'an, cca 78 kilometrů severovýchodně od centra Tel Avivu a cca 52 kilometrů jihovýchodně od centra Haify. Bejt Alfu obývají Židé, přičemž osídlení v tomto regionu je ryze židovské. Je územně propojená s vedlejším kibucem Chefciba.
Bejt Alfa leží 3 kilometry od Zelené linie, která odděluje Izrael od okupovaného Západního břehu Jordánu s demografickou převahou palestinských Arabů. Od Západního břehu Jordánu byla počátkem 21. století oddělena izraelskou bezpečnostní bariérou.
Bejt Alfa je na dopravní síť napojena pomocí lokální silnice číslo 669.

## Dějiny

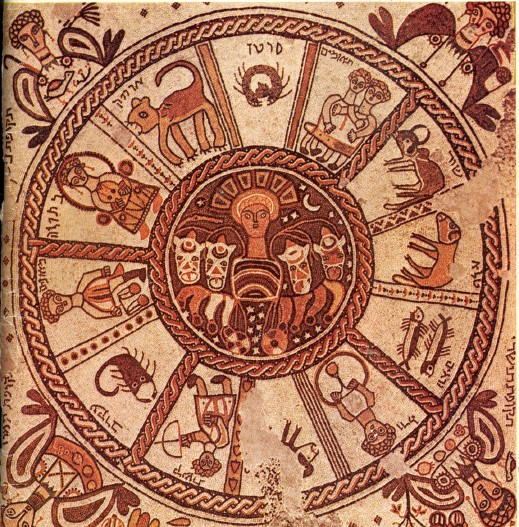
Detail mozaiky starověké synagogy v Bejt Alfa

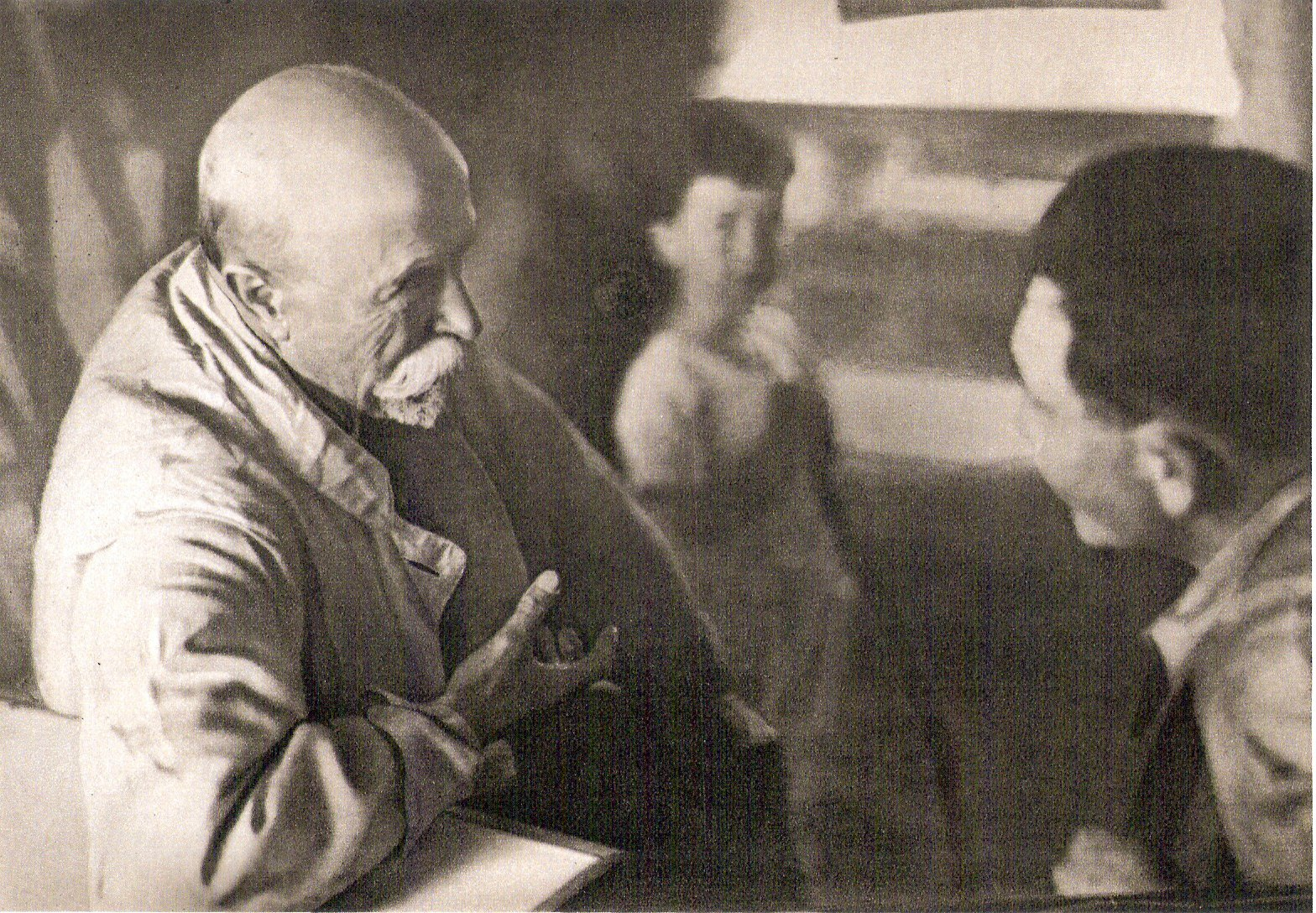
Prezident ČSR Tomáš Garrigue Masaryk na návštěvě Bejt Alfa v roce 1927

Bejt Alfa byla založena v roce 1922. K jejímu založení došlo 4. listopadu 1922. Zakladateli vesnice byli polští židovští přistěhovalci v rámci třetí alije. Ti se roku 1921 zapojili do aktivit mládežnického sionistického hnutí ha-Šomer ha-Cair a následujícího roku se usadili zde, v lokalitě známé tehdy pod arabským názvem Chirbet Bajt Ilfa. Ta zase navazovala na starší osídlení regíonu sahajícího do starověku. Nedlouho po založení kibucu, roku 1929, byla poblíž Bejt Alfy objevena synagoga z doby Talmudu a Mišny s mozaikovou podlahou. Tato synagoga v Bejt Alfa je dnes turisticky využívána a je vyhlášena za národní park.
Šlo o první kibuc zřízený hnutím ha-Šomer ha-Cair. V počáteční fázi museli osadníci provést melioraci močálů, které lemovaly Nachal Charod podél Bejt Še'anského údolí.
V dubnu 1927 byl kibuc Bejt Alfa jednou ze zastávek československého prezidenta Tomáše Garrigua Masaryka na jeho cestě po Palestině. Šlo o první návštěvu hlavy některého státu v Palestině po první světové válce.
V roce 1929, během arabských nepokojů v Palestině, byla vesnice napadena okolními Araby. V roce 1936 z Bejt Alfy vzešla skupina osadníků, která založila cca 2 kilometry východním směrem první opevněnou osadu typu Hradba a věž (dnes Nir David). Podobné osady pak vznikaly na desítkách míst tehdejší britské Palestiny.
Kvůli ideologickým rozporům mezi obyvateli došlo v roce 1940 k částečné výměně obyvatelstva mezi kibucem Bejt Alfa a kibucem Ramat Jochanan poblíž Haify. Stoupenci strany Mapaj odtud odešli a nahradili je stoupenci ha-Šomer ha-Cair (o ideologických rozdílech obyvatel kibuců viz článek kibuc).
Během války za nezávislost v roce 1948 Bejt Alfa sloužila jako jedno z center Hagany. Vesnice byla v počátečním stádiu války ostřelována Araby. Roku 1949 měla vesnice 518 obyvatel a rozlohu katastrálního území 6000 dunamů (6 kilometrů čtverečních).
Ekonomika kibucu je založena na zemědělství a průmyslu. V obci funguje oblastní střední škola. V Bejt Alfa je k dispozici zdravotní středisko, plavecký bazén a další sportovní areály, společná jídelna a obchod. Kibuc zahájil nabídku stavebních pozemků pro soukromé uchazeče. V první fázi takto prodal 13 parcel.

## Demografie
Obyvatelstvo kibucu Bejt Alfa je sekulární. Podle údajů z roku 2014 tvořili naprostou většinu obyvatel v Bejt Alfa Židé - cca 700 osob (včetně statistické kategorie "ostatní", která zahrnuje nearabské obyvatele židovského původu ale bez formální příslušnosti k židovskému náboženství, cca 1000 osob).
Jde o menší sídlo vesnického typu s dlouhodobě stagnující populací, která ale od roku 2007 skokově narostla, zejména díky existenci centra pro absorpci nových přistěhovalců. K 31. prosinci 2014 zde žilo 969 lidí. Během roku 2014 populace klesla o 13,6 %.
| Rok            | 1948 | 1949 | 1961 | 1972 | 1983 | 1995 | 2001 | 2003 | 2004 | 2005 | 2006 | 2007 | 2008 | 2009 | 2010 | 2011 | 2012 | 2013 | 2014 |
| -------------- | ---- | ---- | ---- | ---- | ---- | ---- | ---- | ---- | ---- | ---- | ---- | ---- | ---- | ---- | ---- | ---- | ---- | ---- | ---- |
| Počet obyvatel | 542  | 518  | 647  | 837  | 791  | 660  | 609  | 563  | 556  | 542  | 542  | 1131 | 1251 | 934  | 704  | 1621 | 1140 | 1122 | 969  |

## Významní členové
- Natan Šacham (1925–2018) – spisovatel